# Cita (Calcídica)
Cita (en griego: Κίθας) fue una antigua ciudad griega de la región de Calcídica. 
Perteneció a la liga de Delos puesto que aparece en el registro de tributos de Atenas del año 434/3 a. C., donde pagó un phoros de 3000 dracmas de forma conjunta con las ciudades de Tinde, Gigono, Esmila y Haisa. Se ha sugerido que debió haberse localizado en la región de Botiea.